# James Kent (giurista)
James Kent (Contea di Putnam, 31 luglio 1763 – New York, 12 dicembre 1847) è stato un giurista statunitense, incluso nella prima lista di statunitensi facenti parte della Hall of Fame for Great Americans.

## Biografia
Nato a Fredericksburg, divenuto negli anni prima Contea di Dutchess e poi di Putnam, da Moss Kent, avvocato della città.
Laureatosi a Yale nel 1781, contribuisce a creare l'associazione dei Phi Beta Kappa, per diventare poi avvocato a Poughkeepsie.
Nel 1793 diventa il primo docente di diritto al Columbia College, presso la Columbia University.